# قطار تندرو آنکارا–قونیه
قطار تندرو آنکارا-قونیه یک راه‌آهن سریع‌السیر بین آنکار و قونیه است. بهره‌برداری این راه‌آهن در تاریخ ۲۳ اوت ۲۰۱۱ شروع شد. هزینه ساخت این مسیر ۱ میلیارد لیر ترک بود و این مسیر دومین مسیر راه‌آهن پرسرعت ترکیه بعد از راه‌آهن سریع‌السیر آنکارا به استانبول می‌باشد.
عملیات اجرایی در تاریخ ۸ ژوئیه ۲۰۰۶ شروع و در میانه سال ۲۰۱۱ پایان یافت. تست و راه‌اندازی آن در تاریخ ۳ جون ۲۰۱۱ انجام گرفت و بهره‌برداری تجاری آن در ۲۳ اوت ۲۰۱۱ شروع شد.